# ويس فيليكس
ويس فيليكس (بالإنجليزية: Wes Felix)‏ هو منافس ألعاب قوى أمريكي، ولد في 21 يوليو 1983 في لوس أنجلوس في الولايات المتحدة.

## وصلات خارجية
- ويس فيليكس على موقع الاتحاد الدولي لألعاب القوى (الإنجليزية)